# Ben Fouhy
Benjamin John „Ben“ Fouhy (* 4. März 1979 in Pukekohe) ist ein ehemaliger neuseeländischer Kanute.

## Karriere
Ben Fouhy, der erst 2002 wettkampfmäßig mit dem Kajaksport begann, wurde 2003 in Gainesville überraschend im Einer-Kajak auf der 1000-Meter-Strecke Weltmeister. Bei seinem Olympiadebüt 2004 in Athen ging er in derselben Disziplin an den Start und qualifizierte sich als Gewinner seines Vorlaufs direkt für das Finale. In diesem erreichte er nach 3:27,413 Minuten als Zweiter hinter Eirik Verås Larsen aus Norwegen das Ziel und sicherte sich die Silbermedaille. Dritter wurde der Kanadier Adam van Koeverden. Im Zweier-Kajak trat er zudem mit Steven Ferguson auf der 1000-Meter-Distanz an und zog mit diesem ebenfalls in den Endlauf ein. In diesem kamen sie jedoch mit einer Zeit von 3:21,336 Minuten nicht über den achten und vorletzten Platz hinaus.
2005 gewann Fouhy eine weitere Silbermedaille, als er in Perth bei den Weltmeisterschaften im Kanumarathon Zweiter im Einer-Kajak wurde. Ein Jahr darauf belegte er in Szeged bei den Sprint-Weltmeisterschaften im Einer-Kajak auf der 1000-Meter-Distanz den dritten Platz.
Zwei weitere Male nahm er noch an Olympischen Spielen teil. Beide Male ging er dabei im Einer-Kajak über 1000 Meter an den Start. 2008 zog er in Peking über einen zweiten Platz in seinem Halbfinallauf ins Finale ein, verpasste dort aber nach 3:29,193 Minuten als Vierter knapp einen weiteren Medaillengewinn. 1,7 Sekunden betrug sein Rückstand auf den Australier Ken Wallace auf dem Bronzerang. Bei den Olympischen Spielen 2012 in London schied er als Sechstplatzierter im Halbfinale aus und platzierte sich auch im B-Finale auf Rang sechs, sodass er in der Gesamtwertung Rang 14 belegte.